# N30 (Guinea)
Die N30 ist eine Fernstraße in Guinea, die in Bissikrima an der Ausfahrt der N1 beginnt und in SiguNi an der Zufahrt zur N6 endet. Sie ist 275 Kilometer lang.